# Municipio de Montgomery (Nueva Jersey)
El municipio de Montgomery (en inglés: Montgomery Township) es un municipio ubicado en el condado de Somerset en el estado estadounidense de Nueva Jersey. En el año 2010 tenía una población de 22,254 habitantes y una densidad poblacional de 263 personas por km².

## Geografía
El municipio de Montgomery se encuentra ubicado en las coordenadas 40°25′51″N 74°40′4″O / 40.43083, -74.66778.

## Demografía
Según la Oficina del Censo en 2000 los ingresos medios por hogar en el municipio eran de $118,850 y los ingresos medios por familia eran $129,150. Los hombres tenían unos ingresos medios de $86,687 frente a los $55,441 para las mujeres. La renta per cápita para la localidad era de $48,699. Alrededor del 1.5% de la población estaba por debajo del umbral de pobreza.